# Li Zhenshi
Li Zhenshi, är en kinesisk bordtennisspelare.
Vid världsmästerskapen i bordtennis 1979 i Pyongyang tog han VM-silver i herrlag, VM-silver i mixeddubbel, VM-brons i herrsingel och VM-brons i herrdubbel.
Två år senare vid världsmästerskapen i bordtennis 1981 i Novi Sad tog han VM-guld i herrdubbel.